# Peters landlov
Peters landlov er en dansk film fra 1963, instrueret af Ebbe Langberg og skrevet af Tørk Haxthausen.

## Medvirkende
- Poul Reichhardt
- Helle Virkner
- Ebbe Langberg
- Ove Sprogøe
- Christoffer Bro
- Emil Hass Christensen
- Carl Ottosen
- Minna Jørgensen
- Jimmie Moore